# Antisana
L'Antisana és un volcà inactiu de l'Equador. Té 5.704 metres d'altura i és el quart pic més alt del país. Al voltant de les seves dues calderes es destaquen quatre pics.
Està situat a la província de Napo, a mig camí de la ruta Quito-Baeza, que duu cap a la selva. Malgrat estar situat molt a prop de la turística localitat de Papallacta, l'accés al volcà no és fàcil i per això no és gaire freqüentat pels escaladors tot i tractar-se d'un ascens relativament fàcil.